# Johan Bergius
Johan Bergius, född på 1600-talet, död 1726, var en svensk borgmästare och riksdagsman.

## Biografi
Johan Bergius föddes på 1600-talet. Han var son till kyrkoherden Bengt Bergius i Nyeds församling. Bergius arbetade som borgmästare i Lidköpings stad och var riksdagsledamot för borgarståndet i Lidköping vid riksdagen 1719. Han avled 1726.

### Familj
Bergius gifte sig första gången med Stina Rudberus och andra gången med Kajsa Helgonia.